# 汪賜
汪賜（1478年—？年），字榮之，浙江仁和縣人，順天府香河县官籍。明朝政治人物。

## 生平
治《易經》，行三，由國子生中式甲子科（1504年）顺天府鄉試第二十九名舉人，年三十一歲中式正德三年（1508年）戊辰科會試第一百四十六名，第二甲第六十九名進士。本年十月授陕西道試御史。正德十年（1515年）冬十月升湖广按察司副使。

## 紀念
父子进士坊，在香河县南街，为汪諧、汪赐父子建。

## 家族
曾祖汪仲仁。祖汪士淵，贈翰林院编修。父汪諧，礼部右侍郎兼翰林院学士贈礼部尚书。前母章氏，贈孺人；母唐氏，封太淑人。慈侍下，兄汪登（中书舍人）、汪舉（兵部主事）。